# آلپ سوئیس

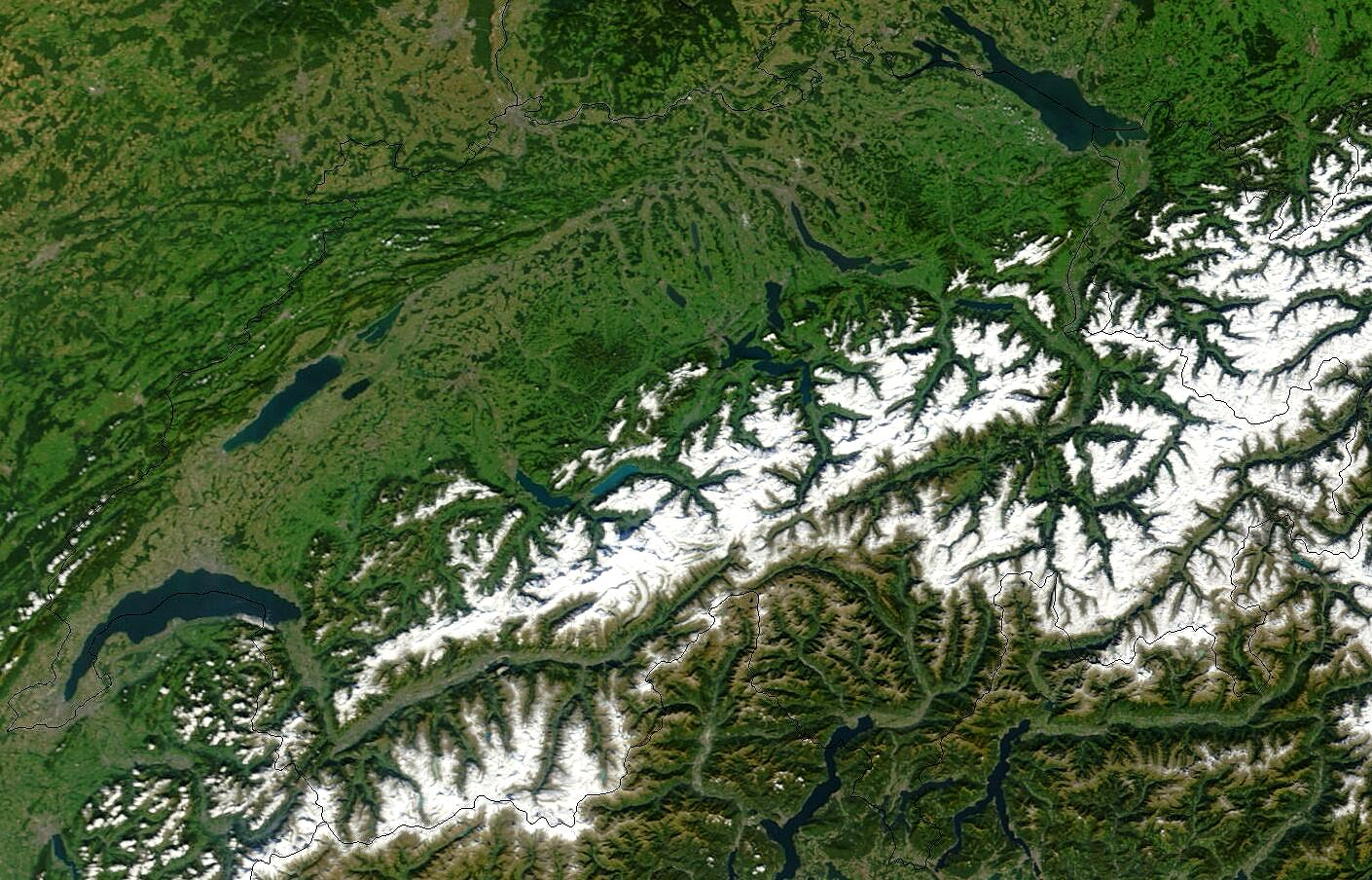
تصویر ماهواره‌ای سوئیس در اکتبر ۲۰۰۲. دربخش شمالی آلپ، مناطق مرتفع‌تر از ۲۰۰۰ متر با برف پوشیده شده است.

منظره‌ای از کوه ماترهورن از سطح دریاچه گرینجی. قُلهٔ مرتفع ماترهورن با شکل خاص و هرم‌مانند خود، به عنوان یکی از نمادهای آلپ سوئیس شناخته می‌شود.

آلپ سوئیس (آلمانی: Schweizer Alpen) به بخشی از کوه‌های آلپ گفته می‌شود که در کشور سوئیس واقع شده است و بخش عمده عوارض طبیعی این کشور را در بر می‌گیرد. این بخش از آلپ در امتداد فلات سوئیس و بخش سوئیسی کوهستان ژورا و یکی از سه قسمت بزرگ فیزیوگرافیک آن قرار دارد.
کوه‌های آلپ سوئیس تمام کوه‌های بالاتر از ۲۰۰۰ متر سوئیس و بلندترین قله‌های رشته‌کوه آلپ را در بر می‌گیرد.